# Konstantin Apollonovič Savickij
Konstantin Apollonovič Savickij (in russo Константин Аполлонович Савицкий?; Taganrog, 6 giugno 1844 – Penza, 13 febbraio 1905) è stato un pittore russo.

## Biografia
La famiglia di Savickij viveva in un edificio del Ginnasio maschile di Taganrog, dove il padre di Kostantin lavorava come dottore. A Taganrog passò la sua infanzia e la sua giovinezza. Durante l'estate, la famiglia affittava una casa a Frankovka (o Baronovka chiamata così dopo la formazione del governo di Otto Pfeilizer-Frank). Konstantin mostrò interesse per la pittura fin dalla prima infanzia.  Frequentando la spiaggia sul mare di Azov con i suoi genitori amava fare schizzi e disegnare, e le lezioni di disegno al Ginnasio erano le sue preferite.
Quando si diplomò al ginnasio di Taganrog la sua vita cambiò drasticamente, perché entrambi i suoi genitori improvvisamente morirono. Suo zio, che viveva nell'odierna Lettonia, lo prese con sé divenendone suo tutore. Savickij entrò in un collegio privato e dopo il diploma partì per San Pietroburgo, dove entrò all'Accademia Russa di Belle Arti. Il'ja Efimovič Repin, Ivan Ivanovič Šiškin, Viktor Michajlovič Vasnecov, Mark Matveevič Antokol'skij, Vasilij Petrovič Stasov, Nikolaj Michajlovič Karamzin, ebbero una grande influenza sul giovane artista.
Presto Savickij divenne uno dei migliori studenti dell'accademia; i suoi dipinti da studente vennero premiati con delle medaglie d'argento e il suo dipinto Caino ed Abele del 1871 ricevette la medaglia d'oro. 

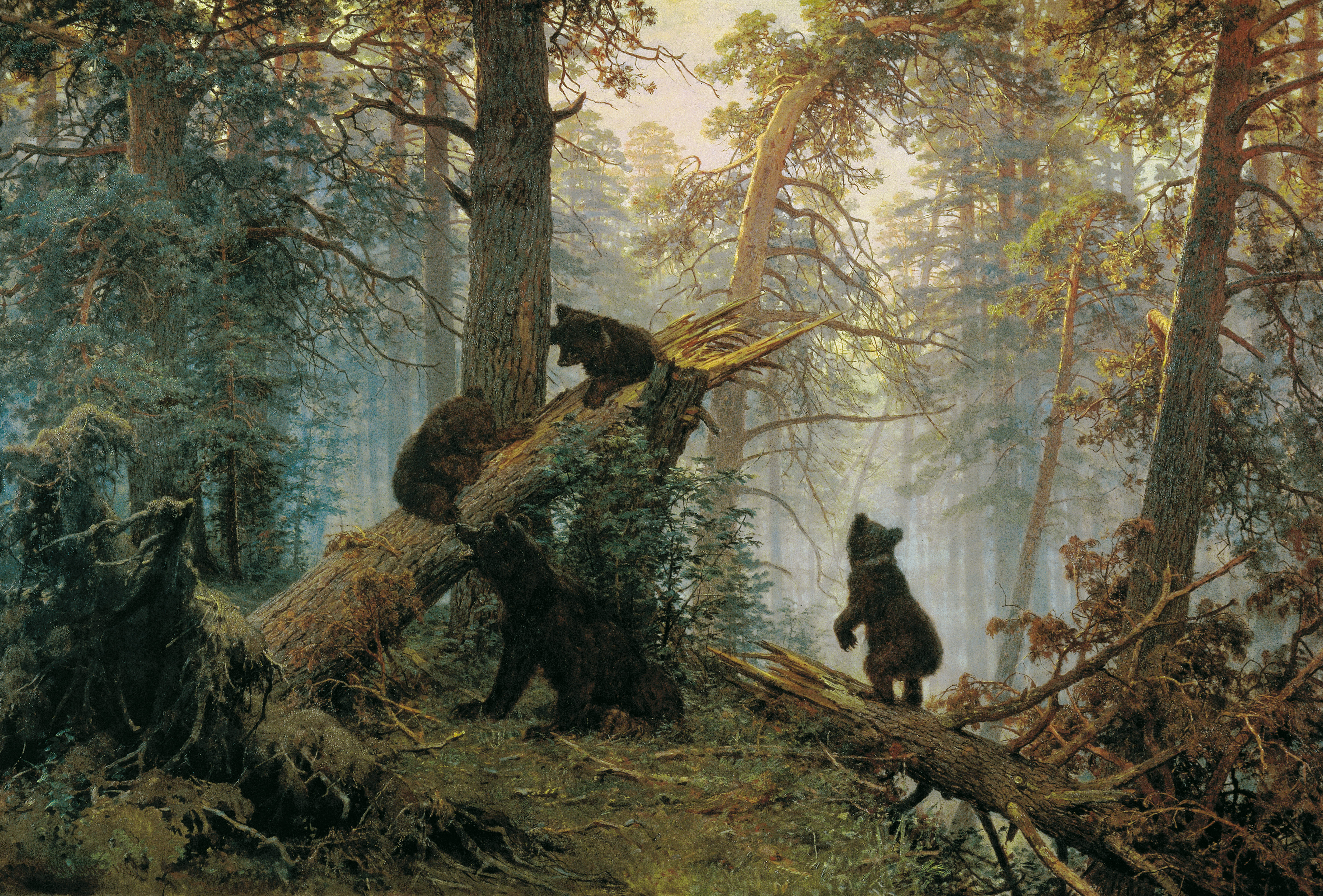
Mattino nella pineta (1886)

Dopo il diploma e due anni all'estero, Savickij iniziò ad esporre con i Peredvižniki (gli itineranti), un gruppo di artisti realisti russi che protestavano contro le restrizioni accademiche, e avevano formato nel 1870 una cooperativa di artisti, chiamata la Compagnia delle mostre itineranti di arte. L'opera Riparazione della ferrovia fu uno dei primi dipinti dedicati alla vita della classe operaia.
Konstantin Apollonovič Savickij fu uno dei coautori del famoso dipinto Mattino nella pineta. Alla mostra dei Peredvižniki il quadro fu esposto assieme ad Ivan Šiškin. Si suppose che Savickij avesse dipinto gli orsi e Šiškin la foresta, ma poi degli studenti trovarono dei disegni preparatori della foresta di pini eseguiti da entrambi gli autori. In seguito Savickij ritirò la sua firma dal quadro e questo fu comunemente esposto come un lavoro del solo Šiškin.
I titoli dei suoi lavori come Lost all their possessions in the fire, Alla guerra, I pastori, Krutchnik, Argument at the Bound sono indicativi della direzione del suo lavoro.
Dopo il diploma l'artista dedicò più di venti anni ad insegnare nelle scuole d'arte di Mosca, San Pietroburgo e Penza. Nel 1897 Konstantin Apollonovič Savickij divenne membro dell'Accademia Russa di Belle Arti.